# Hrochov
Hrochov je vesnice, část obce Lipová v okrese Prostějov. Nachází se na sever od Lipové. V roce 2009 zde bylo evidováno 115 adres. V roce 2001 zde trvale žilo 217 obyvatel.
Hrochov je také název katastrálního území o rozloze 4,91 km2.

## Historie

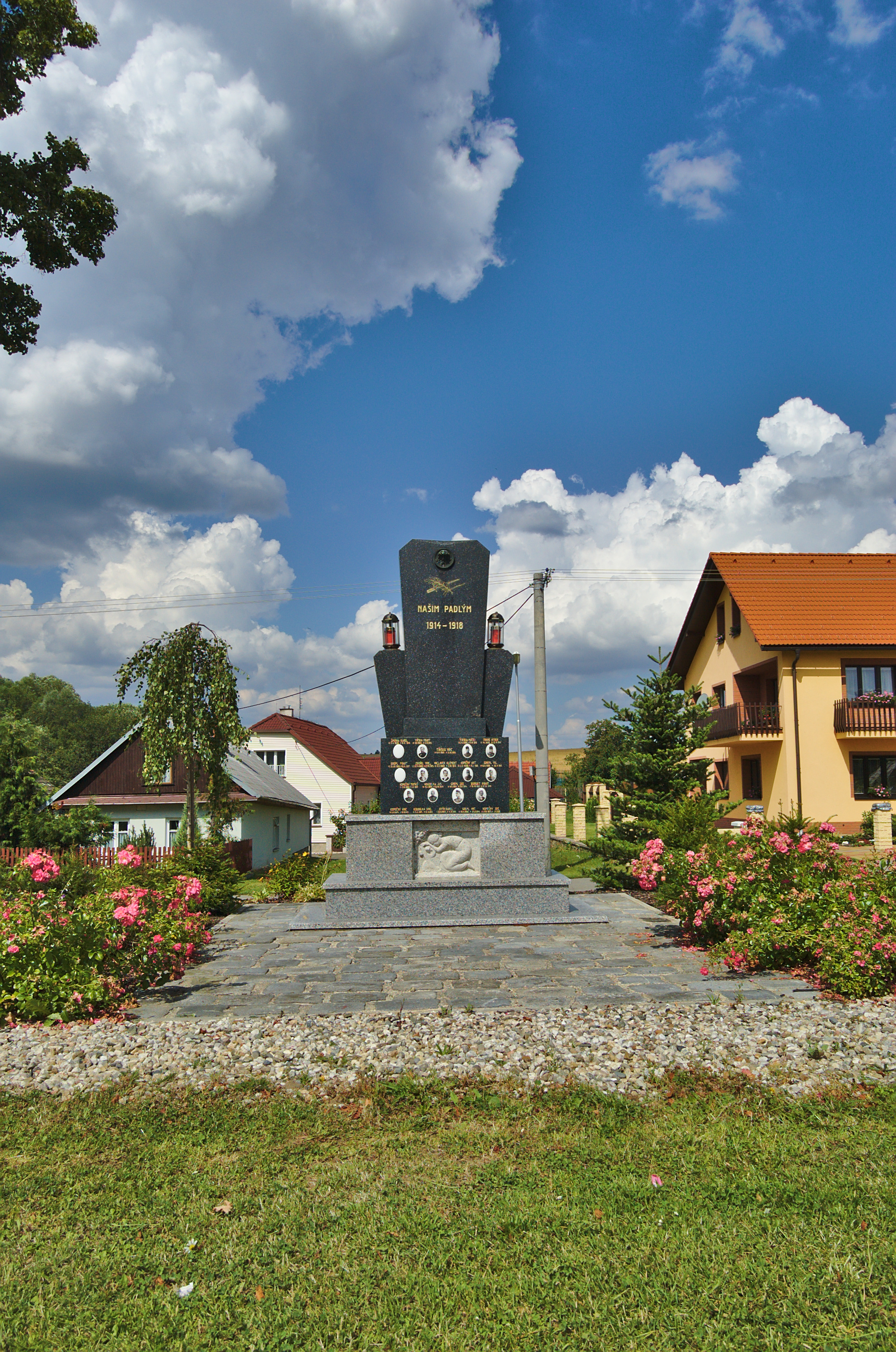
Památník obětem první světové války

Obec byla pravděpodobně založena mezi léty 1660 – 1680, první písemná zmínka o obci pochází z roku 1680. Tou dobou se zde nacházela tři stavení: hostinec, sýpka a pastouška. Později sem přišlo dalších třináct osadníků a ti se tu usadili po vymýcení lesa. Vesnice byla pojmenována podle Jakuba Hrocha Jalůvky z Melovic, majitele velkostatku v Suchdole. Roku 1846 byl název vesnice Hrochow, roku 1872 Hrochov.
Severně od obce v trati "Nad mlejnkem" dříve údajně stával větrný mlýn, podle zdrojů již před rokem 1834, jeho poloha však není zaznačena na indikační skice obce z roku 1826, ani v žádném z vojenských mapování. Škola byla postavena v roce 1895. Dříve byl Hrochov přiškolen do Jednova. Roku 1973 škola uzavřena. Dnes je budova předělána na obecní byty.
V první světové válce padlo či bylo zajato 18 hrochovských mužů. Těm byl vystavěn pomník na návsi za kapličkou.
Elektrifikace obce proběhla v roce 1937, poprvé byl proud spuštěn 14. srpna téhož roku.
Obec patřívala k nejchudším na Drahanské vrchovině, původním řemeslem většiny obyvatel bylo tkalcovství, po roce 1918 krejčovství. Sedláci s koňskými potahy se v obci nevyskytovali. Roku 1954 při zakládání JZD byli v Hrochově jen tři koně. Na konci 19. století vzniklo mezi obcemi Hrochov a Lipová nepřátelství, které se projevovalo především mezi mládeží a vyvrcholilo roku 1896. Tehdy se pořádaly bitvy kameny na polích mezi hrochovskou hospodou a kopcem Hanačka. Vůdcem hrochovských chlapců byl mladík přezdívaný „Bažant“. Během těchto nepřátelských let se hrochovským občanům hanlivě přezdívalo „psi“.
Na počátku 20. století byla obec vedená Václavem Greplem součástí Starostenského sboru okresu Konice.
V roce 1930 měla obec 599 obyvatel. Do schválení zákona o územním členění státu roku 1960 patřila obec k okresu Litovel.
Za druhé světové války, konkrétně v roce 1942, byl "pro urážku Hitlera" nejdříve přeložen do Vrahovic a posléze odeslán do koncentračního tábora Mauthausen hrochovský učitel Josef Bursa. Tam také po desíti měsících věznění zemřel.
V druhé polovině 20. století byla v obci vybudována samoobslužná prodejna Jednota, které dnes spadá do skupiny COOP. 12. června 1967 bylo v domě, kde dnes stojí hospůdka "V kině", otevřeno kino s roční návštěvností (za rok 1969) 1185 dětí a 1603 dospělých.
Podle pověsti se obec původně nazývala Zlatá louže či Zlatá kaluž.

## Obyvatelstvo

### Struktura
Vývoj počtu obyvatel za celou obec i za jeho jednotlivé části uvádí tabulka níže, ve které se zobrazuje i příslušnost jednotlivých částí k obci či následné odtržení.
| Místní části   | Místní části | 1869 | 1880 | 1890 | 1900 | 1910 | 1921 | 1930 | 1950 | 1961 | 1970 | 1980 | 1991 | 2001 | 2011 |
| -------------- | ------------ | ---- | ---- | ---- | ---- | ---- | ---- | ---- | ---- | ---- | ---- | ---- | ---- | ---- | ---- |
| Počet obyvatel | část Hrochov | 427  | 521  | 528  | 574  | 594  | 593  | 599  | 421  | 403  | 360  | 300  | 239  | 217  | 202  |
| Počet domů     | část Hrochov | 52   | 60   | 68   | 77   | 86   | 90   | 93   | 110  | 0    | 100  | 99   | 100  | 99   | 100  |

## Pamětihodnosti

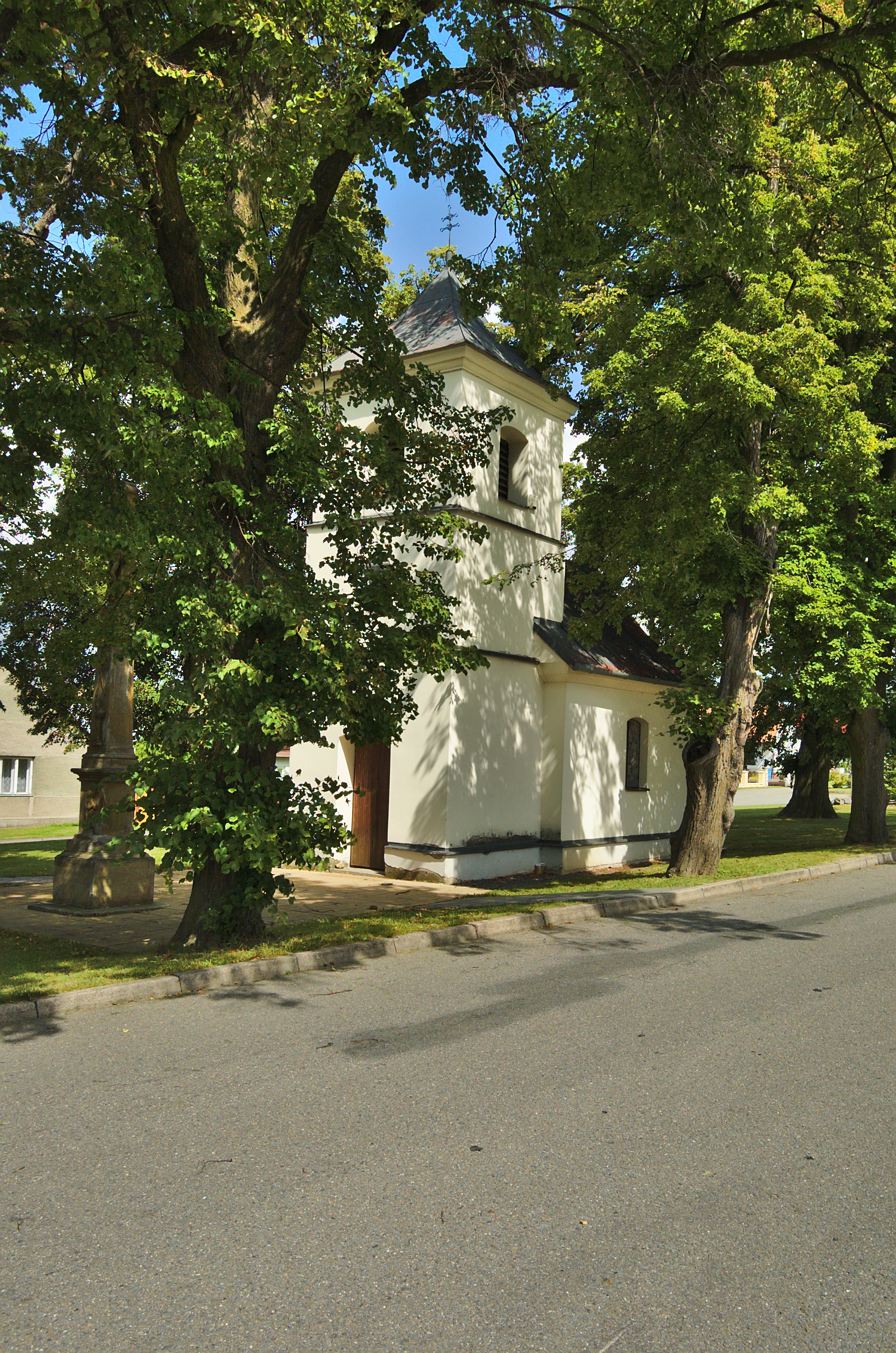
Kaplička s křížem

Uprostřed obce na návsi se nachází kaplička sv. Vavřince vystavěná přibližně roku 1843 a pravidelně se v ní koná pouť. V roce 2015 proběhla kompletní rekonstrukce střechy, dokončena byla v polovině listopadu téhož roku. Před kaplí stojící krucifix. V blízkosti kaple se nachází památník padlým v první světové válce. Dále se u polní cesty do Lipové nacházejí dva kříže a jeden na druhé straně u cestičky na Jednov.
Mezi Hrochovem a Jednovem vede pěšina, nazývaná Hrochovská kostelní cesta, jenž bývá využívaná především věřícími mířícími na mši svatou do poutního kostela Navštívení Panny Marie, pod který obec spadá. Její kraje jsou lemované obrázky svatých.

## Slavní rodáci
- František Šín – učitel, vydal „Praktickou školu počtů“[8]
- Miroslav Grepl (* 1929) – český vysokoškolský učitel a bohemista
- Teodor Grepl – zahradník v Paříži, jeho firma dodala květiny do Lidic[8]
- Eduard Hrbatý – římskokatolický kněz, arciděkan v Bílině

## Přírodní poměry
Obec je ze všech stran obklopena poli či loukami, východní část katastru je však součástí velkého lesního porostu souvisle se táhnoucímu až ke Ptení.
Na návsi se rozkládá rybník zvaný Zlatá louže, z něhož vytéká potůček, který se posléze u Seče vlévá do Okluky. Severní hranici katastru tvoří Brodecký potok. Ze záznamů vyplývá, že tu bývaly silné větrné bouře.

## Zemědělství
První schůze zemědělců k založení Jednotného zemědělského družstva proběhla 28. října 1948, ke sloučení do jednoho celku spadajícího pod Lipovou došlo roku 1961.

## Kultura
Historie hostince je spjatá se založením obce, první zmínka o něm i o obci pochází z roku 1680. Již tehdy sídlil v budově číslo popisné 1, kde fungoval až do požáru v roce 2001. Až do roku 1959 v něm probíhaly veškeré kulturní akce obce, včetně voleb, hraní divadla, tanečních zábav a promítání. V roce 1960 bylo v obci otevřeno kino v čísle popisném 54. Po požáru v roce 2001 fungovala dva roky provizorně hospoda v čísle popisném 23, v roce 2002 byla otevřena hospoda v budově bývalého kina, tedy čísle popisném 54. Ta je však začátkem roku 2017 uzavřena a obec je tak bez hospody.
Roku 1911 byl v obci založen čtenářsko-pěvecký spolek Břetislav, o sedm let později byl přeměněn v místní pobočku Sokola.
Do 70. let 20. století fungovalo v obci ochotnické divadlo.

## Sport
Ve vesnici je aktivní hasičský sbor SDH Hrochov, který byl založen již roku 1894. Ten sám rok si za 1200 zlatých pořídili hasičskou stříkačku od firmy R. A. Smekal z Čech pod Kosířem. Ta je nyní vystavena v muzeu v Brodku u Prostějova. Novou hasičskou zbrojnici sbor dostal k 30. výročí založení roku 1925. Ke dni oslav 120. výročí založení, tj. 18. srpna 2014, měl sbor 69 členů, což jsou dvě třetiny obyvatel obce. Starostou byl k tomu datu Zdeněk Zatloukal.
Uprostřed obce se nachází vyasfaltované víceúčelové hřiště zvané Černá louka.

## Turistika
Jižní částí obce prochází cyklotrasa 5039, jenž vede po trase Čelechovice na Hané - Kostelec na Hané - Bílovice-Lutotín - Lešany - Ptení - Holubice - Pohodlí a dále míří k obci Horní Štěpánov, před kterou se spojuje s trasou 5029.
 Červená turistická trasa  ze směru Prostějov - Plumlov - Malé Hradisko vede přes obec Seč, kde se za jejím severním okrajem dostává do katastru Hrochova a jím míří až k obci Suchdol, odkud dál pokračuje ve směru na Stražisko a Přemyslovice až do Náměště na Hané.
200 metrů severně od Hrochova se nachází vrchol Chochola s výškou 597 m n. m., ze kterého je výhled na Rychlebské hory, Nízký Jeseník, Hrubý Jeseník, Velký Kosíř a severní část Hané se Svatým Kopečkem a pod ním ležící Olomoucí. Na tomto místě plánuje občanské sdružení Spolek pro rozhlednu LHS vybudovat za účelem turistického využití rozhlednu.

## Doprava
Na začátku 20. století se občané dopravovali do Prostějova vlakem na Stražisko, kam docházeli pěšky. První autobusové spojení začalo jezdit roku 1926 a to v intervalu třikrát týdně na trase Prostějov - Horní Štěpánov. V zimě tohoto roku došlo k přerušení tohoto spoje z důvodu nefunkčnosti autobusu, ovšem již další rok je zavedena pravidelná autobusová linka Prostějov - Protivanov. Železniční spojení ze Stražiska bylo využíváno i nadále, neboť zpáteční jízdenka autobusem do Prostějova stála v roce 1934 12 Kčs, kdežto zpáteční lístek na vlak ze Stražiska do Prostějova jen 3 Kčs.
Silnice mezi Jednovem a Hrochovem byla vybudována v roce 1924, pravidelná autobusová doprava z Konice byla zavedena v 50. letech, z Brodku u Konice v roce 1954.

## Fotogalerie

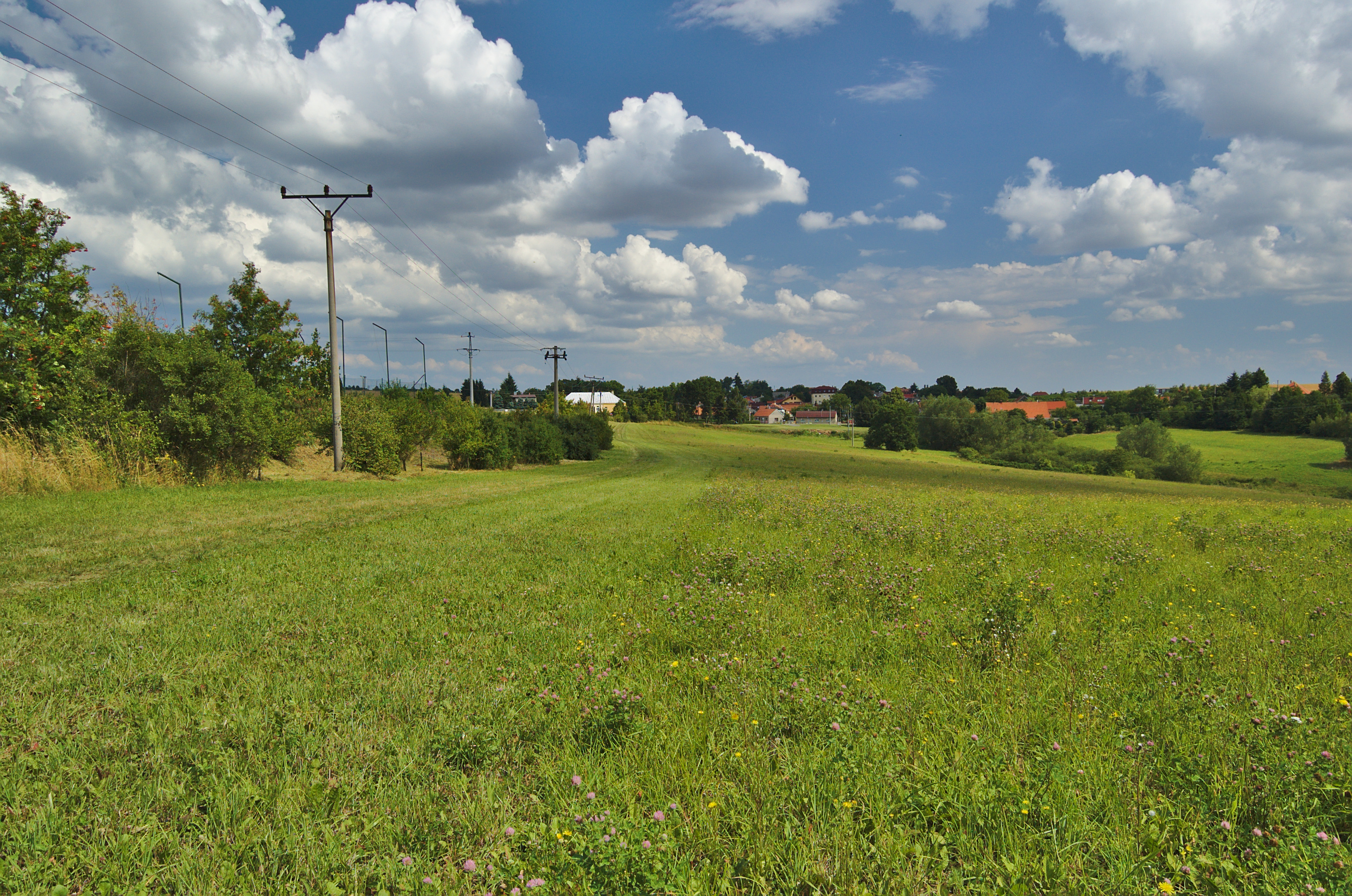
Pohled na Hrochov od lipovského hřiště
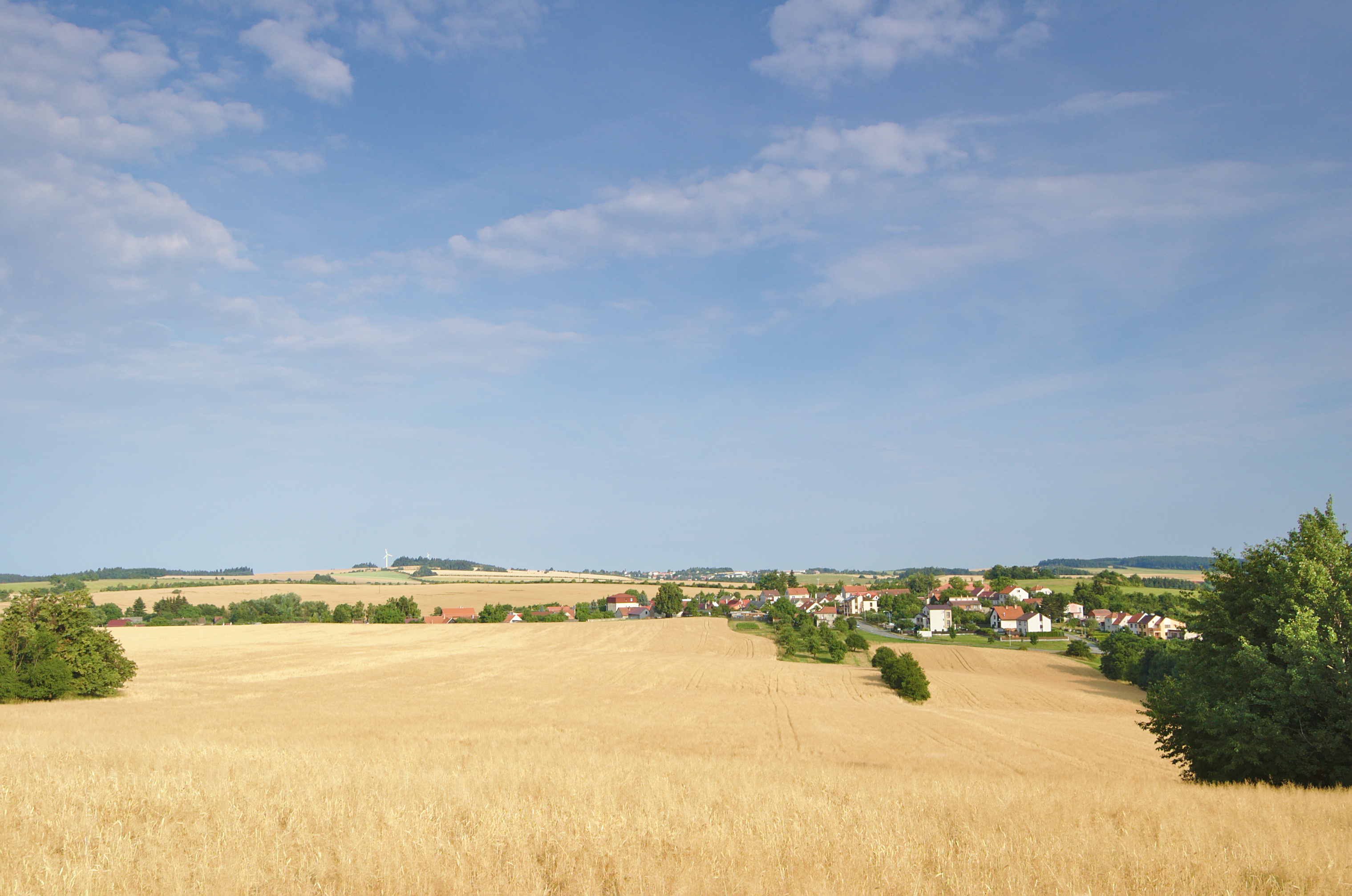
Pohled na Hrochov od východu
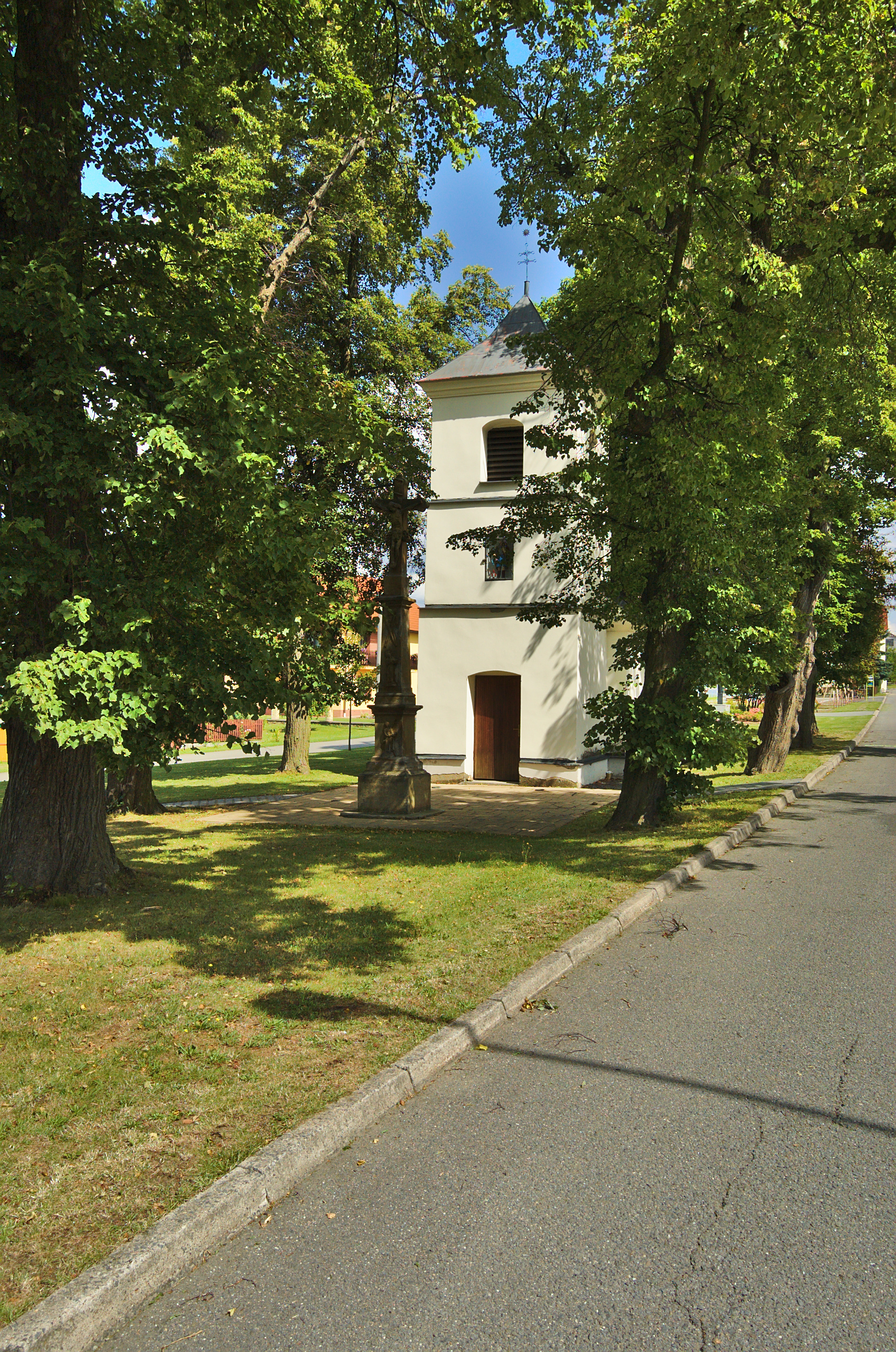
Kaplička svatého Vavřince
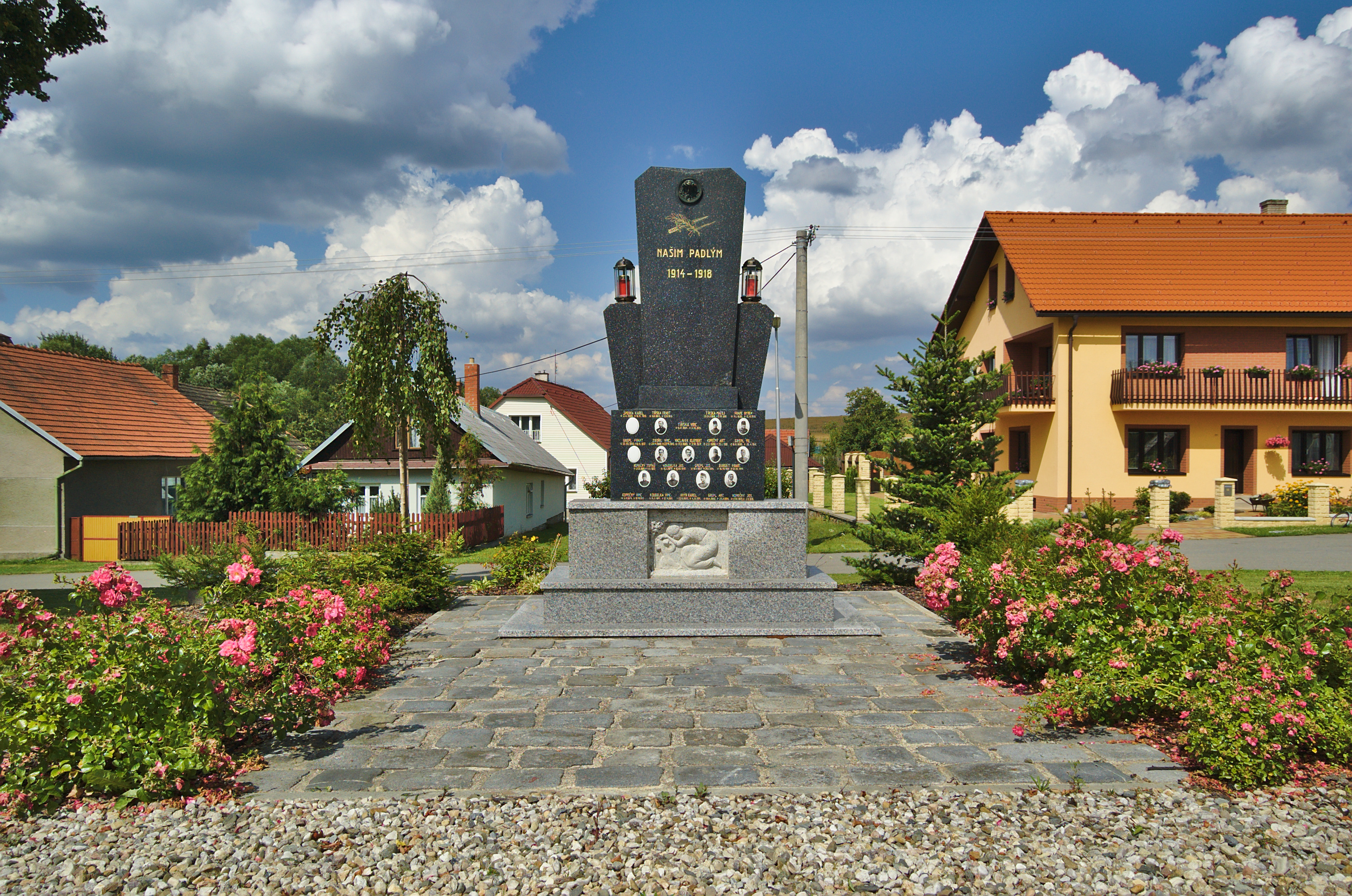
Památník obětem první světové války
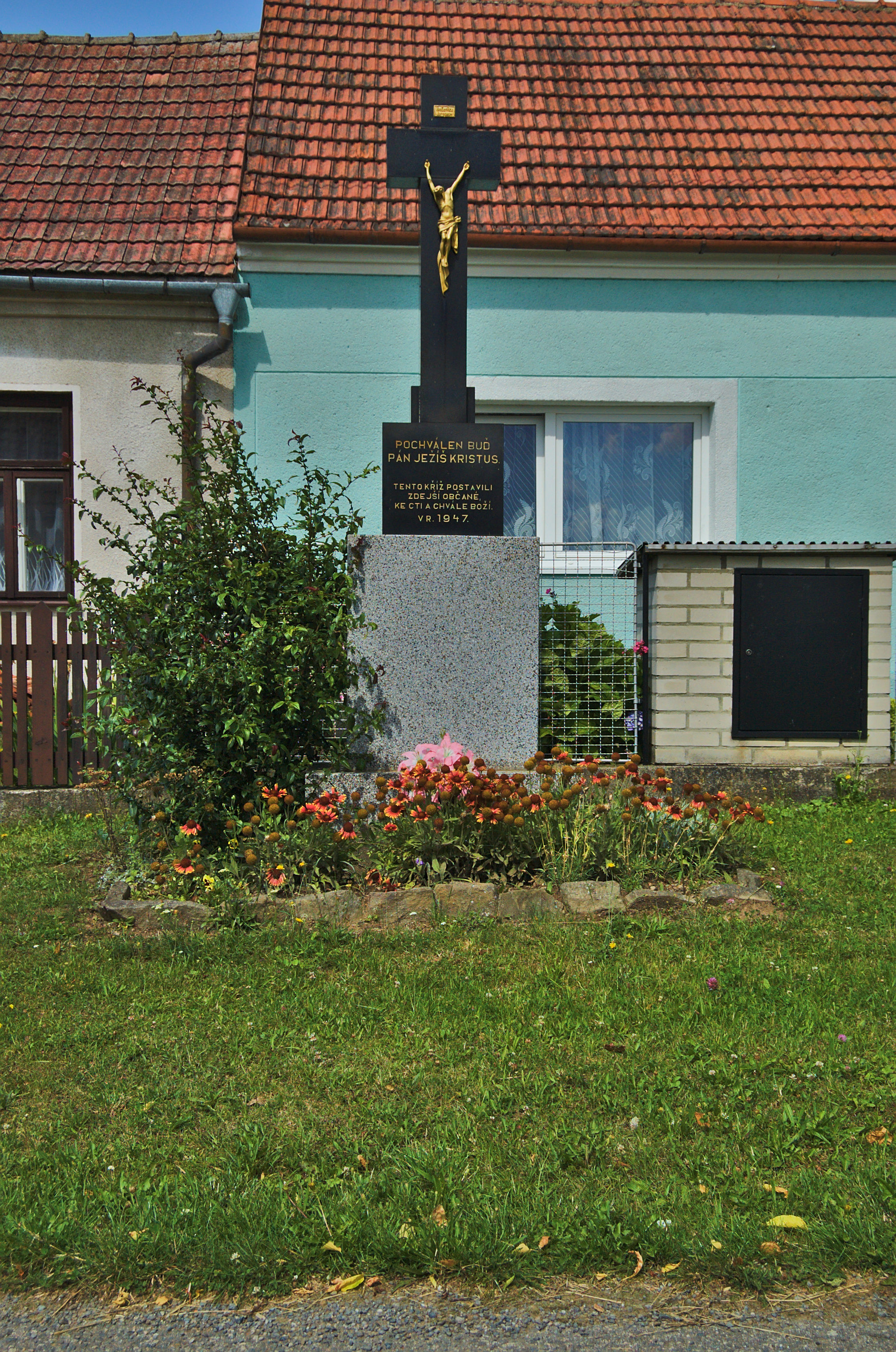
Kříž na konci vesnice na začátku hrochovské kostelní cesty
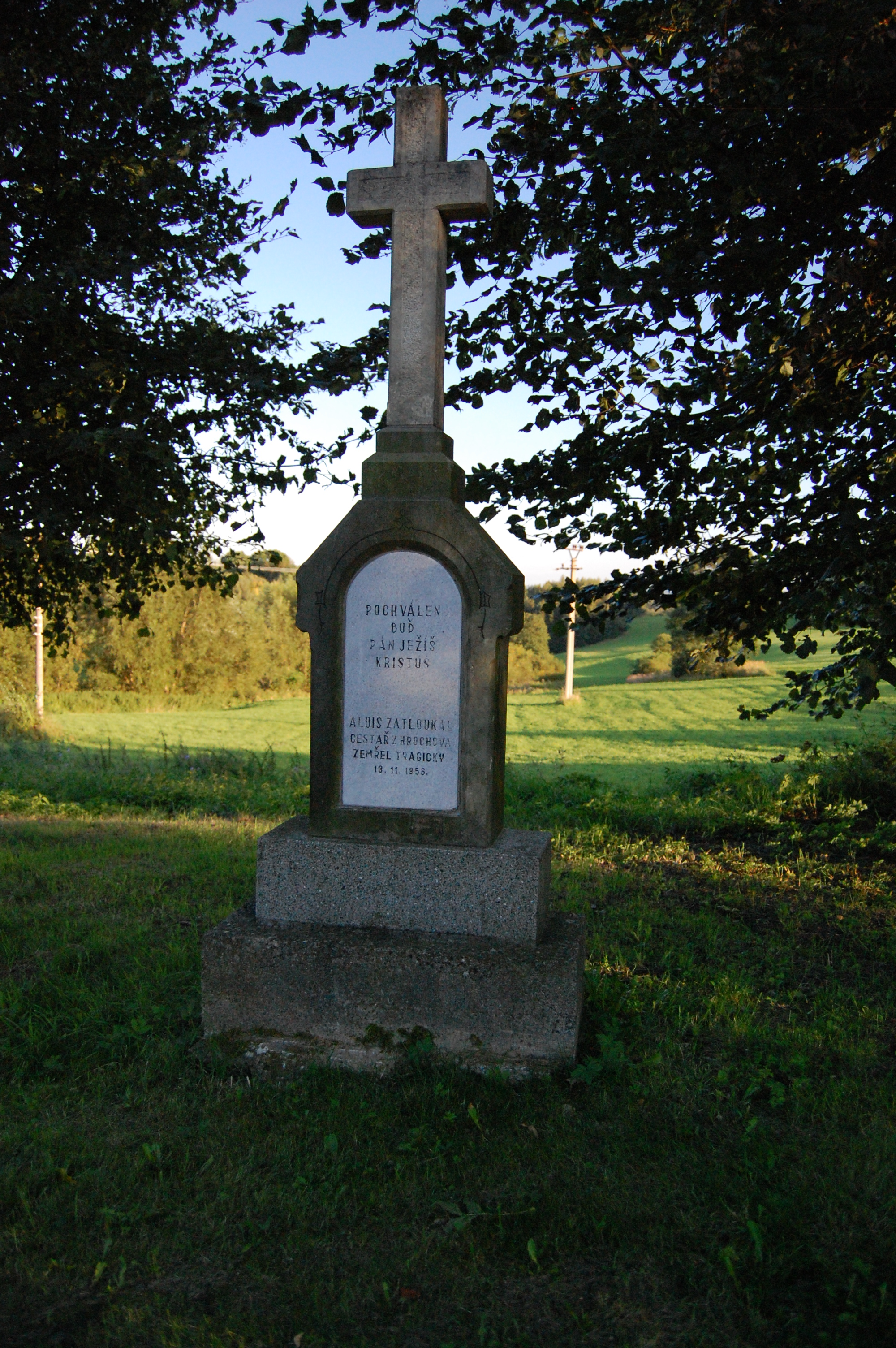
Kříž u cesty na Lipovou
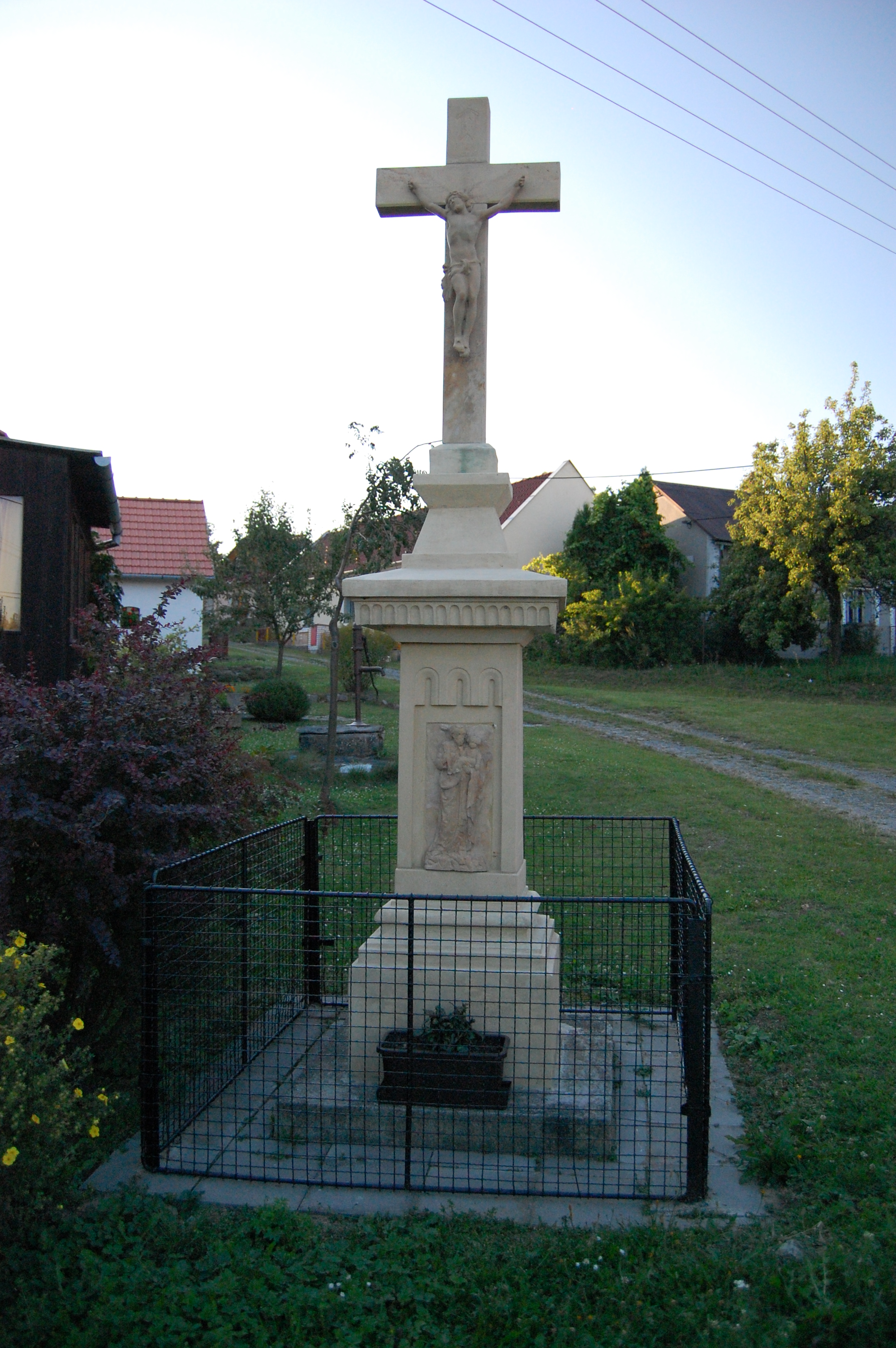
Kříž u cesty na křižovatce